# Newtowncashel
Newtowncashel (irisch: Baile Nua an Chaisil, bedeutet "neue Stadt der Burg") ist ein Dorf in der Nähe des Lough Ree in der Grafschaft County Longford, Irland. Newtowncashel gewann 1980 die Irish Tidy Towns Competition.
Newtowncashel liegt am nordöstlichen Ufer des Lough Ree am Fluss Shannon und war früher unter dem irischen Namen Cor na Dumhca bekannt – was wiederum "Runder Hügel des Kessels" bedeutet.

## Gebautes Erbe
In der Nähe des Dorfes gibt es eine Reihe von Ráths (Erdwerken), darunter mehrere in den Townlands Cornadowagh, Ballyrevagh und Cross.
In dem Gebiet sind fünf Burgen verzeichnet, Elfeet, Caltramore, Corool, Portanure und die Burg Baile Nui (Newtown). Die Ruinen von Elfeet Castle können noch immer besichtigt werden. George Calvert, der Besitzer eines Turmhauses aus dem 15. Jahrhundert in der Gegend, war an der Kolonisierung der Province of Maryland in Amerika beteiligt.

## Geographie
Culnagore Wood (Wood of the Oak) besteht aus altem Wald und erstreckt sich über eine Fläche von 90 Hektar am Rande des Lough Ree. Er beherbergt viele Arten von Wildblumen und am nördlichen Ende eine Kolonie von Gartengrasmücken, einem kleinen Vogel, der in Irland selten zu sehen ist. In der Nähe befindet sich auch Carrowmore Wood, ein Kiefern- und Fichtenwald auf einem Hügel innerhalb der Gemeinde. Dieser Staatswald befindet sich auf dem höchsten Hügel der Gemeinde. 
Am Rande des Waldes befindet sich der Messepfad, der einst von den Bewohnern von Elfeet und Cashel für den Weg zur Kirche genutzt wurde. Nicht weit vom Dorf entfernt liegt der Lough Slawn, der von Wiesen und Moorlandschaften umgeben ist. Cashel Commons ("The Ranch") ist ein 200 Hektar großes Gelände mit mehreren nicht markierten Wanderrouten.